# John Bassett Moore

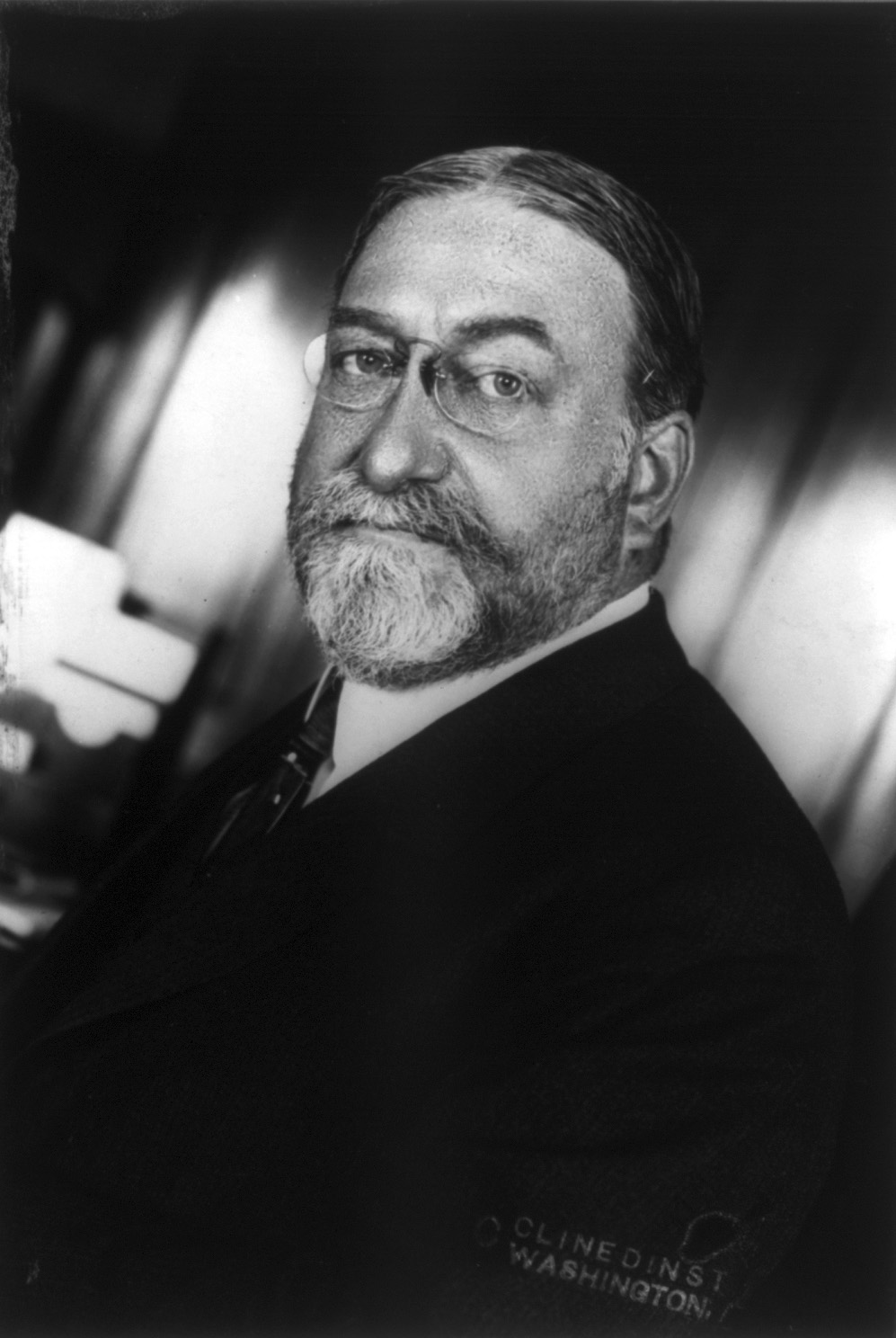
John Bassett Moore

John Bassett Moore (* 3. Dezember 1860 in Smyrna, Delaware; † 12. November 1947 in New York City) war ein amerikanischer Jurist und Diplomat. Von 1891 bis 1924 fungierte er als Professor an der Columbia University sowie von 1922 bis 1928 als Richter am Ständigen Internationalen Gerichtshof. Er vertrat die USA mehrfach bei internationalen Konferenzen sowie bei Verhandlungen und internationalen Schiedsgerichten und wirkte als juristischer Berater von vier US-Präsidenten. Als seine bekannteste Veröffentlichung gilt das 1906 in acht Bänden erschienene Werk Digest of International Law.

## Leben
Moore wurde 1860 in Smyrna geboren und erhielt, nachdem er von 1877 bis 1880 an der University of Virginia studiert hatte, 1883 in Delaware seine Zulassung als Rechtsanwalt. In den Jahren 1885/1886 fungierte er als Law Clerk (juristischer Assistent) von Thomas F. Bayard im Außenministerium der Vereinigten Staaten, in dem er anschließend bis 1891 als Ministerialdirektor tätig war. Im gleichen Jahr übernahm er die für ihn geschaffene Hamilton-Fish-Professur für Völkerrecht und Diplomatie an der Columbia University, die er bis 1924 innehatte. Zugleich wirkte er für das Außenministerium. 1898 war er 23. Assistant Secretary of State (Stellvertretender Außenminister) zur Zeit von William McKinley unter Außenminister William R. Day.
Im Jahr 1901 unterrichtete er auch am United States Naval War College. Darüber hinaus vertrat er die Vereinigten Staaten mehrfach bei internationalen Konferenzen sowie bei Verhandlungen und Schiedsgerichten. Im Jahr 1914 fungierte er als Präsident der American Political Science Association. Von 1912 bis 1938 war er Mitglied des Ständigen Schiedshofs in Den Haag, nach dem Ende des Ersten Weltkrieges gehörte er außerdem ab 1922 als erster Richter aus den USA dem neu entstandenen Ständigen Internationalen Gerichtshof an. Er zog sich 1928 von seiner Funktion als Richter zurück, um sich wissenschaftlichen Arbeiten zu widmen.
Als herausragend galten insbesondere die Beiträge von Moore im Bereich der chronistischen Darstellung des Völkerrechts, der internationalen Schiedsgerichtsbarkeit und der Diplomatie. Nach der Fertigstellung seines Hauptwerkes, dem 1906 in acht Bänden erschienenen Digest of International Law, erlitt er aufgrund der damit verbundenen Belastungen einen Nervenzusammenbruch. Die folgenden zwei Jahre nutzte er mit umfangreichen Reisen nach Europa und in den Nahen Osten zur Erholung. Er fungierte während seiner Karriere als juristischer Berater der US-Präsidenten Grover Cleveland, William McKinley, Theodore Roosevelt und Woodrow Wilson, und war ein ausgeprägter Gegner von Krieg und der Anwendung militärischer Gewalt sowie ein Befürworter von Neutralität. Den nach dem Ersten Weltkrieg gegründeten Völkerbund sah er kritisch, da dieser seiner Meinung lediglich der Aufrechterhaltung des Status quo in den internationalen Beziehungen dienen würde.
Moore war ab 1890 verheiratet und Vater von drei Töchtern. Er starb 1947 in New York und wurde auf dem Woodlawn Cemetery im New Yorker Stadtteil Bronx begraben. Sein Nachlass wird in der Library of Congress verwahrt.

## Ehrungen
Moore war ab 1891 Mitglied des Institut de Droit international und wurde von der Amerikanischen Gesellschaft für internationales Recht, der er seit ihrer Gründung angehört hatte, zum Ehrenvizepräsidenten ernannt. Eine Reihe von Hochschulen, darunter 1899 die George Washington University, verliehen ihm die Ehrendoktorwürde. 1907 wurde er in die American Philosophical Society und 1919 in die American Academy of Arts and Sciences gewählt. 1920 nahm ihn die Königlich Niederländische Akademie der Wissenschaften als auswärtiges Mitglied auf. 1913/14 amtierte er als Präsident der American Political Science Association (APSA).
In seiner Heimatstadt Smyrna ist eine Schule nach ihm benannt. Darüber hinaus war er auf einer Briefmarke der Serie „Prominent Americans“ abgebildet, die zwischen 1965 und 1978 vom United States Postal Service herausgegeben wurde.

## Werke (Auswahl)
- A Treatise on Extradition and Interstate Rendition. Zwei Bände. Boston 1891
- History and Digest of International Arbitrations to Which The United States Has Been a Party. Sechs Bände. Washington 1898
- Digest of International Law As Embodied In Diplomatic Discussions, Treaties And Other International Agreements. Acht Bände. Washington 1906
- International Law And Some Current Illusions, And Other Essays. New York 1924
- International Adjudications, Ancient and Modern. Acht Bände. New York, 1929–1937
- The Collected Papers of John Bassett Moore. Sieben Bände. New Haven 1944